# 有吉の夏休み
『有吉の夏休み』（ありよしのなつやすみ）は、フジテレビ系列にて『土曜プレミアム』枠で毎年9月に放送されているバラエティ特別番組。有吉弘行の冠番組である。
本項では『有吉の冬休み』（ありよしのふゆやすみ）についても記載する。

## 概要
超多忙の有吉弘行が、8月の「ハワイ」で過ごした夏休みに完全密着したバラエティ番組。「ハワイのオススメスポット」を巡る。2013年9月7日に初回が放送されて以降、毎年9月に放送されている。
第2回の放送前の2014年9月6日（16:00 - 17:00）に、本編の内容を振り返った『有吉の夏休み直前SP』のスピンオフ番組が放送された。
第3回の放送前日の2015年9月19日（2:20- 3:20）に『有吉の夏休み2015 密着100時間inハワイFINAL 9月19日（土）よる9時放送の一足先に小峠&狩野&マギーがハワイの風をお届けしちゃいますSP』と、放送直前の9月19日（14:00 - 15:00）に『有吉の夏休み2015 密着100時間inハワイFINAL 今夜9時からの放送に入り切らなかった部分を見せちゃいますSP』の2本のスピンオフ番組が放送された。
第4回の放送前日の2016年9月3日（3:20 - 4:20）に『有吉の夏休み2016〜9月3日（土）よる9時放送の一足先に小峠と狩野と美女がハワイのベタ名所を下見しときましたSP〜』と、放送直前の9月3日（16:00 - 17:00）に『有吉の夏休み2016inハワイ〜今夜9時からの放送に入りきらなかった名場面一足先に見せちゃいますSP〜』の2本のスピンオフ番組が放送された。
第5回の放送前週の2017年8月26日（3:05 - 4:05）に『有吉の夏休み〜9月2日夜9時からの放送前にちょい見せ&こじはる久松たんぽぽ川村がハワイで花嫁になりましたSP〜』と、放送直前の9月2日（16:00 - 17:00）に『有吉の夏休み2017inハワイ〜今夜9時放送前にちょっとだけ未公開見せちゃいますSP〜』の2本のスピンオフ番組が制作された。
当初は2015年の第3回で終了する予定だったが、「俺（有吉）のプライベートな旅（夏休み）は終わらない」という理由から撤回し、2025年現在も継続されている。2017年の第5回は5周年（厳密には5年目）ということで、参加人数は過去最大の総勢15名の参加となった。
第6回は番組過去最長となる3時間に拡大されて放送された。
第7回は第5回以来の2年ぶりに放送時間が2時間となった。
第8回は新型コロナウイルスによる感染拡大防止から、初の国内・都内ロケとなる。
第9回は2021年1月1日 21:00 - 23:30に『有吉の冬休み 密着77時間 in 沖縄』と題し、初の冬放送を行う。前日、2020年12月31日には事前番組として『元日放送有吉の冬休み直前!指原・こじはるの絶景スポットを巡る女子2人旅!』が放送された。
第10回は北海道のニセコ・洞爺湖周辺を舞台として放送。放送前日の2021年9月3日（14:45 - 15:45）にスピンオフ番組として『有吉の夏休み2021 直前SP!』が、吉村崇（平成ノブシコブシ）とめるるの出演で放送された。
第11回は10回目の夏休みで、2022年9月3日に北海道の富良野を舞台として放送。同日の16:30 - 17:30にスピンオフ番組として『今夜9時からは有吉の夏休み2022【富良野での夏休みの様子をちょい見せ】』が、みちょぱとフワちゃんの出演で放送された。
第13回は2023年1月1日 21:00 - 23:30に『有吉の冬休み 密着77時間 in 沖縄』と題し放送。今回は2017年以来、5年ぶりに足立梨花が参加し、小杉竜一が初参加。第5回に次ぐ人数の14名が参加した。
第14回は海外への渡航が緩和されたことを受けて、4年ぶりとなるハワイロケが行われた。
第16回は、ハワイでの収録中に2025年カムチャツカ半島地震による津波警報が発令され、一時的に避難したトラブルがあったことを、JFNの「有吉弘行のSUNDAY NIGHT DREAMER」で明かした。

### 番組に対する評価
放送作家の鈴木おさむは、ほとんど構成を立てず有吉の自由な休日をVTRにまとめただけの『有吉の夏休み密着100時間』が、14.2%という高視聴率を獲得したことについて、「『○○の休日』などという内容で視聴率が取れたのは一昔前の大スターが出演する番組のみであり、最近では成立するのが難しいと言われていた。しかし、その殻を久々に破ったのが有吉だった」と評価した。
一方でテレビ朝日プロデューサーの鎮目博道は、「有吉の夏休み2021 密着77時間」を「内容的にも演出的にもほぼ土日の午後帯にやっているゆるい旅番組」「視聴者層も規模も土日午後帯とはまったく違うゴールデン・プライムで、なぜこれでいいと思えたのか？」と批判し、また『FNSラフ&ミュージック〜歌と笑いの祭典〜』とともに「出演者が頑張って面白くしようとしているのが痛々しい」「やりにくそう」といった印象のもとかつてのキャッチコピー「楽しくなければテレビじゃない」に起因するフジテレビの前時代的な制作姿勢を批判した。

## 出演者

### メインキャスト
- 有吉弘行

### ナレーション
- 木村匡也

### ゲスト
〈〉内の数字は出演回数。田中卓志（アンガールズ）は2024年現在すべての放送回に出演している。
第1回（2013夏）
- アルコ&ピース
  - 平子祐希〈1〉
  - 酒井健太〈1〉
- 狩野英孝〈1〉
- カンニング竹山〈1〉
- 児嶋一哉（アンジャッシュ）〈1〉
- スギちゃん〈1〉
- SHELLY〈1〉
- 芹那〈1〉
- 田中卓志（アンガールズ）〈1〉
- ビビる大木〈1〉
- 矢作兼（おぎやはぎ）〈1〉

第2回（2014夏）
- オードリー
  - 若林正恭〈1〉
  - 春日俊彰〈1〉
- 狩野英孝〈2〉
- カンニング竹山〈2〉
- 酒井健太（アルコ&ピース）〈2〉
- 指原莉乃（HKT48）〈1〉
- 平愛梨〈1〉
- 田中卓志（アンガールズ）〈2〉
- ダレノガレ明美〈1〉
- 吉村崇（平成ノブシコブシ）〈1〉
- 渡部建（アンジャッシュ）〈1〉

第3回（2015夏）
- おのののか〈1〉
- 狩野英孝〈3〉
- 川田裕美〈1〉
- カンニング竹山〈3〉
- 児嶋一哉（アンジャッシュ）〈2〉
- 小峠英二（バイきんぐ）〈1〉
- 指原莉乃（HKT48）〈2〉
- 田中卓志（アンガールズ）〈3〉
- 西堀亮（マシンガンズ）〈1〉
- マギー〈1〉
- 吉村崇（平成ノブシコブシ）〈2〉

第4回（2016夏）
- 岡井千聖（℃-ute）〈1〉
- 狩野英孝〈4〉
- 小嶋陽菜（AKB48）〈1〉
- 小峠英二（バイきんぐ）〈2〉
- カンニング竹山〈4〉
- 田中卓志（アンガールズ）〈4〉
- 西堀亮（マシンガンズ）〈2〉
- 渡部建（アンジャッシュ）〈2〉

第5回（2017夏）
- 青山テルマ〈1〉
- 足立梨花〈1〉
- あばれる君〈1〉
- いとうあさこ〈1〉
- 川村エミコ（たんぽぽ）〈1〉
- カンニング竹山〈5〉
- 児嶋一哉（アンジャッシュ）〈3〉
- 小嶋陽菜〈2〉
- 庄司智春（品川庄司）〈1〉
- 田中卓志（アンガールズ）〈5〉
- とにかく明るい安村〈1〉
- 西堀亮（マシンガンズ）〈3〉
- 久松郁実〈1〉
- 吉村崇（平成ノブシコブシ）〈3〉

第6回（2018夏）
- 青山テルマ〈2〉
- 泉里香〈1〉
- 川村エミコ（たんぽぽ）〈2〉
- カンニング竹山〈6〉
- 木下隆行（TKO）〈1〉
- 田中卓志（アンガールズ）〈6〉
- とにかく明るい安村〈2〉
- 中岡創一（ロッチ）〈1〉
- ノブ（千鳥）〈1〉
- 藤田ニコル〈1〉
- 吉村崇（平成ノブシコブシ）〈4〉

第7回（2019夏）
- 池田美優〈1〉
- カンニング竹山〈7〉
- 木下隆行（TKO）〈2〉
- 田中卓志（アンガールズ）〈7〉
- 中岡創一（ロッチ）〈2〉
- 平野ノラ〈1〉
- 藤田ニコル〈2〉
- 丸山桂里奈〈1〉
- 吉村崇（平成ノブシコブシ）〈5〉

第8回（2020夏）
- 池田美優〈2〉
- 小嶋陽菜〈3〉
- 田中卓志（アンガールズ）〈8〉
- 中岡創一（ロッチ）〈3〉
- 丸山桂里奈〈2〉
- 吉村崇（平成ノブシコブシ）〈6〉

第9回（2021冬）
- 池田美優〈3〉
- 春日俊彰（オードリー）〈2〉
- カンニング竹山〈8〉
- 小嶋陽菜〈4〉
- 指原莉乃〈3〉
- 田中卓志（アンガールズ）〈9〉
- ビビる大木〈2〉
- 藤田ニコル〈3〉
- フワちゃん〈1〉
- 丸山桂里奈〈3〉
- 吉村崇（平成ノブシコブシ）〈7〉

第10回（2021夏）
- 池田美優〈4〉
- 川村エミコ（たんぽぽ）〈3〉
- 小嶋陽菜〈5〉
- 田中卓志（アンガールズ）〈10〉
- とにかく明るい安村〈3〉
- 生見愛瑠〈1〉
- 藤田ニコル〈4〉
- フワちゃん〈2〉
- 吉村崇（平成ノブシコブシ）〈8〉

第11回（2022冬）
- 青山テルマ〈3〉
- 朝日奈央〈1〉
- 飯尾和樹（ずん）〈1〉
- 池田美優〈5〉
- 狩野英孝〈5〉
- 小嶋陽菜〈6〉
- 鷲見玲奈〈1〉
- 田中卓志（アンガールズ）〈11〉
- ビビる大木〈3〉
- 平野ノラ〈2〉
- 峯岸みなみ〈1〉
- 山崎弘也（アンタッチャブル）〈1〉
- 吉村崇（平成ノブシコブシ）〈9〉

第12回（2022夏）
- 池田美優〈6〉
- 狩野英孝〈6〉
- 田中卓志（アンガールズ）〈12〉
- トシ（タカアンドトシ）〈1〉
- 生見愛瑠〈2〉
- ビビる大木〈4〉
- 深澤辰哉（Snow Man）〈1〉
- フワちゃん〈3〉
- ゆうちゃみ〈1〉
- 吉村崇（平成ノブシコブシ）〈10〉

第13回（2023冬）
- 足立梨花〈2〉
- 狩野英孝〈7〉
- 小嶋陽菜〈7〉
- 小杉竜一（ブラックマヨネーズ）〈1〉
- タカアンドトシ
  - タカ〈1〉
  - トシ〈2〉
- 田中卓志（アンガールズ）〈13〉
- 中岡創一（ロッチ）〈4〉
- 生見愛瑠〈3〉
- ビビる大木〈5〉
- 平野ノラ〈3〉
- フワちゃん〈4〉
- 池田美優〈7〉
- 吉村崇（平成ノブシコブシ）〈11〉

第14回（2023夏）
- 田中卓志（アンガールズ）〈14〉
- ビビる大木〈6〉
- 深澤辰哉（Snow Man）〈2〉
- フワちゃん〈5〉
- 池田美優〈8〉
- 吉村崇（平成ノブシコブシ）〈12〉

第15回（2024夏）
- 田中卓志（アンガールズ）〈15〉
- ビビる大木〈7〉
- 深澤辰哉（Snow Man）〈3〉
- 池田美優〈9〉
- 吉村崇（平成ノブシコブシ）〈13〉

当初はフワちゃんもゲストに名を連ねていたが、番組サイトに「フワちゃんの今回の不適切な投稿を受けまして、フワちゃんの出演部分を編集して放送いたします。」との断りが掲載された。

## 放送日・内容
第8回までと第10回・第12回・第14回・第15回は『土曜プレミアム』枠での放送。
| 回数 | タイトル                                     | 放送日                  | 放送時間（JST） | 視聴率 |
| ---- | -------------------------------------------- | ----------------------- | --------------- | ------ |
| 1    | 有吉の夏休み 密着100時間                     | 2013年9月7日（土曜日）  | 21:00 - 23:10   | 14.2%  |
| 2    | 有吉の夏休み2014 密着100時間 in ハワイ       | 2014年9月6日（土曜日）  | 21:00 - 23:10   | 13.0%  |
| 3    | 有吉の夏休み2015 密着100時間 in ハワイFINAL! | 2015年9月19日（土曜日） | 21:00 - 23:10   | 11.5%  |
| 4    | 有吉の夏休み2016 密着100時間 in ハワイ       | 2016年9月3日（土曜日）  | 21:00 - 23:10   | 08.9%  |
| 5    | 有吉の夏休み2017 密着77時間 in ハワイ        | 2017年9月2日（土曜日）  | 21:00 - 23:10   | 09.4%  |
| 6    | 有吉の夏休み2018 密着120時間 in ハワイ       | 2018年9月1日（土曜日）  | 19:57 - 23:10   |        |
| 7    | 有吉の夏休み2019 密着77時間 in ハワイ        | 2019年9月7日（土曜日）  | 21:00 - 23:10   |        |
| 8    | 有吉の夏休み2020                             | 2020年9月5日（土曜日）  | 21:00 - 23:10   |        |
| 9    | 有吉の冬休み 密着77時間 in 沖縄              | 2021年1月1日（金曜日）  | 21:00 - 23:30   |        |
| 10   | 有吉の夏休み2021 密着77時間                  | 2021年9月4日（土曜日）  | 21:00 - 23:10   |        |
| 11   | 有吉の冬休み2022 密着77時間 in 沖縄          | 2022年1月1日（土曜日）  | 21:00 - 23:30   |        |
| 12   | 有吉の夏休み2022 密着77時間in北海道富良野    | 2022年9月3日（土曜日）  | 21:00 - 23:10   |        |
| 13   | 有吉の冬休み2023 密着77時間 in 沖縄          | 2023年1月1日（日曜日）  | 21:00 - 23:30   |        |
| 14   | 有吉の夏休み2023 密着77時間in Hawaii         | 2023年9月2日（土曜日）  | 21:00 - 23:10   |        |
| 15   | 有吉の夏休み2024 密着77時間in Hawaii         | 2024年9月7日（土曜日）  | 21:00 - 23:10   |        |

※視聴率は関東地区、ビデオリサーチ調べ。

## スタッフ
第15回（2024年9月7日）放送分
- 構成：堀江利幸/相澤昇、安田和博、林田晋一（林田→一時離脱→復帰）
- CAM：芳川和也、タケシ・ヤマシタ、リカルド・シマ（リカルド→一時離脱→復帰）
- AUD：村本達弥
- VE：ジョン・サイモ、ショーン・チネン（ジョン→一時離脱→復帰）
- 美術制作：内藤佳奈子（フジアール）
- メイク：宮澤なおこ、大城真奈美（大城→一時離脱→復帰）
- 編集：奥山雄高（一時離脱→復帰）
- MA：高橋友樹
- 音効：鯨永知生
- CG：前川陽介（.movs）
- 技術協力：SWISH JAPAN、RAFT、FK STUDIO、東京オフラインセンター
- 協力：太田プロダクション ほか
- コーディネーター：KU ASSOCIATES llc.、宇都克仁、本間律江（共に第9,14回 - ）
- 編成：阪本理紗（フジテレビ、第15回）
- 広報：河野舞子（フジテレビ、第11回 - ）
- TK：海東祐里奈
- デスク：古賀美由紀
- ディレクター：長沼昭悟（ベイビーディレクター）、地濃愛（地濃→第1,2,11,13,15回）、柳光友晴（第9回 - ）、折茂健一（第6,15回）
- 演出：谷中憲（ユーフィールド）
- プロデューサー：上原敏明・杉本美雪（ユーフィールド、杉本→以前はAP→第6回までは制作プロデューサー）
- チーフプロデューサー：堀川香奈（フジテレビ、以前はアカウントプロデューサー→プロデューサー、第12回 - ）
- 制作協力：ユーフィールド（第2回までが制作著作と表記）
- 制作：フジテレビ編成制作局制作センター第二制作室（第3回はバラエティ制作センター、第4回は制作局第二制作センター、第5,6回は編成局制作センター第二制作室）
- 制作著作：フジテレビ（第2回までが制作と表記）

### 過去のスタッフ
- 編成企画：石川綾一（フジテレビ、第2回）
- 構成：飯塚大悟、深田憲作、カツオ
- CAM：河野敬磨、涌田尚孝、西村幸輝、小林孝至、荒木哲志、岸上健二、五十嵐陽、佐藤厚誠、永石瑠喜、藤原裕明、稲本健汰、柴田優、大城学（稲本～大城→共に一時離脱→復帰）
- AUD：田口翔、盛田浩樹、田辺拓弥、谷口健二、瀬戸秀之、織部佳和、杉山雄飛、神山善一、丸山博充
- VE：粕谷弘樹、床立紳伍、渡辺勇気、永石晴喜、小笠原柊、児玉大虎、上原孝心、後藤了治、ゴウ・ハマイ
- CA：平石優斗（以前はVE）、山田義仁
- メイク：梅原恵里（アートメイク・トキ）、矢萩律子、haruyo（har→一時離脱→復帰）
- 編集：荘野佑介、門馬卓哉、田部沙織
- MA：日吉寛、浅井佑人
- 音効：田村智之（クジラノイズ）
- 技術協力：フジ・メディア・テクノロジー（第1回）、オムニバス・ジャパン（第6回）、e-naスタジオ（第11回まで）
- 美術協力：北海道美術センター（第12回）、フジアール、ゴーディ・プロ（ゴーディ→第13回）
- 車両：佐々木仁志、麥谷晃弘（共に第12回）
- 協力
  - 第1回：あきのの、さとうあつこ（Keller Williams Honolulu）中山拓司(スーパートラベル)
  - 第2回：中山拓司(スーパートラベル)、サザビーズ
  - 第3回：88TEES、キャプテンブルース天国の海のツアー、Nelman Marcus、スーパートラベル
  - 第7回：ハワイ州観光局、ヒットツアーズ（ヒット→第5回はロケ協力と表記）、ハワイアン航空
- 編成：南條祐紀（フジテレビ、第3回）、春名剛生（フジテレビ、第5回）、速水大介（フジテレビ、第6回）、佐藤未郷（フジテレビ、第7 - 13回）、宮崎鉄平（フジテレビ、第14回）
- 広報：熊谷知子・齋藤千可子（フジテレビ）、山本麻祐子（フジテレビ、第5回）、亀山哲生（フジテレビ、第6回）、木場晴香（フジテレビ、第7回）
- TK：岸田純子
- デスク：小林琴美（フジテレビ）、松井亜美（フジテレビ）
- リサーチ：ジャパンフッテージ
- 協力プロデューサー：笹谷隆司（FCC、第1回）
- 海外コーディネーター→コーディネーター：アンドインディー、小宮山純子（アンド・小宮山→共に第11,13回）
- 協力スタッフ：岡本衣紅子、金山美菜子（2人共第1回）
- 出演者アテンド：大内登、高橋研、島田真理子、金沢紀子、藤林千絵、鈴木幸恵、市川舞子（市川→第12回）、猪瀬修代（猪瀬→一時離脱→復帰）
- コンテンツプロデューサー：五十嵐剛（フジテレビ、第2回まで）
- プロデューサー補：島田勇夫（第1回）
- ディレクター：新沢学（第1 - 5回）、藤原将人（第1回）、川口夏季（川口→第6回 - ）、佐久間隆太、中島太一（中島→第12回、一時離脱→復帰）、松浦直人（松浦→第12 - 14回）
- プロデューサー：高瀬敦也（フジテレビ<当時>、第1回は編成企画、第2 - 4回は編成、第5回はプロデューサー）、朝妻一（フジテレビ、第4回）
- チーフプロデューサー：浜野貴敏（フジテレビ、第3 - 6,11回、第7回は制作統括）

## 関連商品
ポニーキャニオンより、未公開映像を加えたディレクターズカット版がDVD化されている。
1. 「有吉の夏休み 密着100時間 in Hawaii もっと見たかった人のために放送できなかったやつも入れましたDVD 」（2014年1月15日）
2. 「有吉の夏休み2014 密着100時間 in ハワイ もっと見たかった人のために放送できなかったやつも入れましたDVD 」（2014年12月17日）